# Ördöglány a Marsról
Az Ördöglány a Marsról (Devil Girl from Mars) 1954-ben bemutatott brit tudományos-fantasztikus film. A technikailag a földinél lényegesen fejlettebb, de genetikailag hanyatló marsi civilizáció szükség esetén erőszakkal akar férfiakat a Marsra hurcolni. Az előörsként érkező repülő csészealj azonban balesetet szenved a skót felföldön. A történet egyetlen éjszaka alatt játszódik, a cselekmény este kilenckor kezdődik és egy óra húszkor végződik, így a film kizárólag éjszakai jelenetekből áll. Az eredetileg fekete-fehér film kiszínezett verziója is elérhető. Angol nyelvterületen több DVD kiadásban is megjelent.

## Cselekmény
1953 tele, Skócia. A ritkán lakott és távoli vidék nyugalmát egy furcsa hang- és fényjelenség  zavarja meg, valamint egy ismeretlen objektum is becsapódik. A hatóság tanácstalan, meteorra gondolnak. A kormány megbízásából egy csillagászprofesszor és kísérője, egy újságíró ered az esemény nyomába, ám éjszaka egy néptelen mellékúton eltévednek, végül egy fogadóba keverednek, a becsapódás helyétől negyven, a legközelebbi falutól hét mérföldre. 
A fogadó személyzete egy középkorú házaspár, Doris, a felszolgálólány és David, a mozgássérült mindenes. Az iskolaszünet idejére itt van még a fogadósék 10 év körüli unokaöccse, Tommy is. A téli szezon miatt a fogadó szinte üres, egyetlen vendég egy londoni hölgy, aki nem kívánt kapcsolata elől menekült ide. 
Este egy újabb vendég is érkezik, Albert, az eltévedt turista. Igazi neve Robert, a börtönből szökött, ahová felesége gondatlanságból okozott halála miatt került. Nem véletlenül érkezett éppen ide, Doris, a felszolgálólány régebbi barátja, tőle vár segítséget. Doris megteszi amit lehet, ám az újságíró felismeri, már a  rendőrséget hívná, amikor hatalmas fény- és hangjelenség közepette egy repülő csészealj száll le a fogadótól száz méterre. Mivel ekkortól a telefon nem működik és a kocsi sem indul, nem tudnak segítséget hívni. 
A hajóból egy fekete köpenybe öltözött, robotszerűen gépies és érzelemmentes nő száll ki. Első dolga, hogy az útjába került mozgássérült mindenest, mint értéktelen életet sugárpisztolyával elporlassza. A fogadóba érve közli, hogy mentális úton a világ minden nyelvén képes beszélni. Neve Nyah és a Mars bolygóról érkezett. Ez az első leszállásuk a Földön, eredetileg London lett volna az úticél, ám egy baleset miatt leszakadt a csészealj egy eleme (amit korábban meteornak véltek), most csak javítás céljából szállt le néhány órára.
Bolygójukon, a Marson a női emancipáció odáig jutott, hogy végzetes  háború tört ki a nemek között, melynek során a nők győztek. A férfiak túlnyomó többségét kiirtották, csak egy töredéket hagytak meg utódlás céljára. Noha technikájuk igen magas szintre jutott, genetikailag a földivel megegyező fajuk a belterjesség miatt a kihalás határára jutott, ezért a megfelelőnek ítélt férfiakat a Marsra fogják szállítani, a többiekre a rabszolgasors, vagy a megsemmisítés vár. A csészelj teljesen új, önszerveződő és önjavító anyagból, valamint új elven működő térmeghajtással készült. Odahaza nem hiszik, hogy a hajó képes lesz az útra és épségben vissza fog térni a Marsra, de amennyiben igen, tömegével fognak a Földre érkezni, hogy a megfelelő állapotú férfilakosságot ha kell, erőszakkal is elszállítsák.
Az egyetlen ember, akinek megengedi, hogy a hajóra lépjen, a csillagász. Neki elmagyarázza  a hajó működését, mely a Földön nem ismert tudományos elven alapul. Képes az energiamegmaradás törvényét megkerülni, így afféle örökmozgóként, külső energia nélkül működik. Mikor a csillagász ezt lehetetlennek nevezi, azt válaszolja, a rádió és tévé is az volt száz éve. A professzor arra rájön, hogy noha a hajó kivülről teljesen támadhatatlan, a belsejében pulzáló, a meghajtásáról gondoskodó energiagömböt könnyű instabillá tenni, ezzel a hajót felrobbantani. 
Mikor Tommy kíváncsiságból a hajó felé megy, Nyah magával viszi, de ezzel ellenállásra sarkallja a földlakókat. Carter felajánlja, hogy Tommyval helyet cserél, de eközben megpróbálja a marsi nőt rászedni, sikertelenül. Később az ajtóba vezetett árammal, majd pisztollyal is próbálkoznak, de Nyah mentális és technikai erejével szemben teljesen tehetetlenek. Közli, az ellenállásuk miatt egy önként jelentkező kivételével mindnyájukat elpusztítja, miután felszállt.
A földiek sorsot húznak, hogy ki menjen, de mire eldől, a börtönből szökött Roger már Nyah hajóján van, mint önkéntes utas. A megjavított hajó felszáll, a földiek már csak a pusztító csapást várják, mikor a hajó ingadozni kezd, majd felrobban. Noha a földiek úgy vélték, hogy Roger célja a börtön helyett a Marsra szökés, feláldozta magát, ezzel megmenve a többieket és a Földet.

## Szereplők
- Patricia Laffan: Nyah, földönkívüli nő
- John Laurie: Mr. Jamieson, a fogadó gazdája
- Sophie Stewart: Mrs. Jamieson, fogadósné
- Anthony Richmond: Tommy, az unokaöccsük
- Adrienne Corri: Doris, a fogadó felszolgálónője
- Peter Reynolds: Robert, szökött fegyenc, Doris egykori barátja
- Joseph Tomelty: a jelenséget kutató csillagászprofesszor
- Hugh McDermott: Michael Carter, újságíró, a professzor kísérője
- James Edmond: David, a fogadó mozgássérült alkalmazottja
- Hazel Court: Ellen, Londonból érkezett nő
- Stuart Hibbert: BBC rádióbemondó (csak hang)

## Mozielőzetes
- https://www.youtube.com/watch?v=5i3EtvSjx9A